# LBH
LBH‏ (Limb bud and heart development) هوَ بروتين يُشَفر بواسطة جين LBH في الإنسان.